# Манзано, Леонель
Леонель Манзано — американский легкоатлет, бегун на средние дистанции, специализируется в беге на 1500 метров. Серебряный призёр олимпийских игр 2012 года в беге на 1500 метров.
Родился в городе Долорес-Идальго, Мексика. В возрасте 4 лет вместе с семьёй переехал в Техас, США. В школьные годы начал заниматься лёгкой атлетикой, и позже стал чемпионом штата по кроссу.

## Карьера
Принял участие в Олимпиаде в Пекине, однако завершил выступление на стадии полуфинала, в котором занял только 11-е место. Через год на мировом первенстве в Берлине занял 12-е место. В 2012 году стал чемпионом США и получил путёвку на олимпийские игры в Лондон, на которых выиграл серебряную медаль с результатом 3.34,79. Выступал на чемпионате мира 2013 года в Москве, но не смог выйти в финал. 15 февраля выступил на соревнованиях Millrose Games, где занял 7-е место в беге на 1 милю с личным рекордом 3.56,73.
В настоящее время проживает в городе Остин, Техас.